# Ogesta
Ogesta is een plaats in de gemeente Nynäshamn in het landschap Södermanland en de provincie Stockholms län in Zweden. De plaats heeft 67 inwoners (2005) en een oppervlakte van 6 hectare.